# مال غراهام
مال غراهام (بالإنجليزية: Mal Graham)‏ مواليد 23 فبراير 1945، هو لاعب كرة سلة أمريكي سابق. بدأ مسيرته الاحترافية في سنة 1967. تم اختياره من قبل فريق بوسطن سيلتكس خلال الدرافت. حمل الرقم 11. يبلغ طوله 6 قدم 1 بوصة (1.9 م). اعتزل اللعب في 1969.

## روابط خارجية
- مال غراهام على موقع إن بي أي (الإنجليزية)
- مال غراهام على موقع سبورتس رفرنس (الإنجليزية)
- مال غراهام على موقع كلية كرة السلة في سبورتس رفرنس.كوم (الإنجليزية)
- مال غراهام على موقع ريلجم (الإنجليزية)
- مال غراهام على موقع بروبوليرز (الإنجليزية)